# E.J. Gaines
Edwin Gaines, detto E.J. (Independence, 9 gennaio 1991), è un giocatore di football americano statunitense che gioca nel ruolo di cornerback per i Buffalo Bills della National Football League (NFL). Fu scelto nel corso del sesto giro (188º assoluto) del Draft NFL 2014. Al college giocò a football all'Università del Missouri.

## Carriera

### St. Louis/Los Angeles Rams
Gaines fu scelto nel corso del sesto giro del Draft 2014 dai St. Louis Rams. Debuttò come professionista partendo come nella partita della settimana 1 contro i Minnesota Vikings e mettendo a segno 3 tackle e 2 passaggi deviati. Nella settimana 5 mise a segno il primo intercetto in carriera ai danni di Nick Foles dei Philadelphia Eagles. La sua prima stagione si concluse con 70 tackle e 2 intercetti, giocando 15 partite, tutte come titolare, venendo inserito nella formazione ideale dei rookie dalla Pro Football Writers Association.

### Buffalo Bills
L'11 agosto 2017 Gaines fu scambiato con i Buffalo Bills in cambio di Sammy Watkins. Con essi disputò una sola stagione con un primato personale di 3 fumble forzati.

### Cleveland Browns
Nel 2018 Gaines firmò con i Cleveland Browns.

### Ritorno ai Bills
Il 25 marzo 2019 Gaines firmò per fare ritorno ai Bills. Nella stagione 2020 decise di non scendere in campo a causa della pandemia di COVID-19.

## Palmarès
- PFWA All-Rookie Team - 2014